# Obstetrică

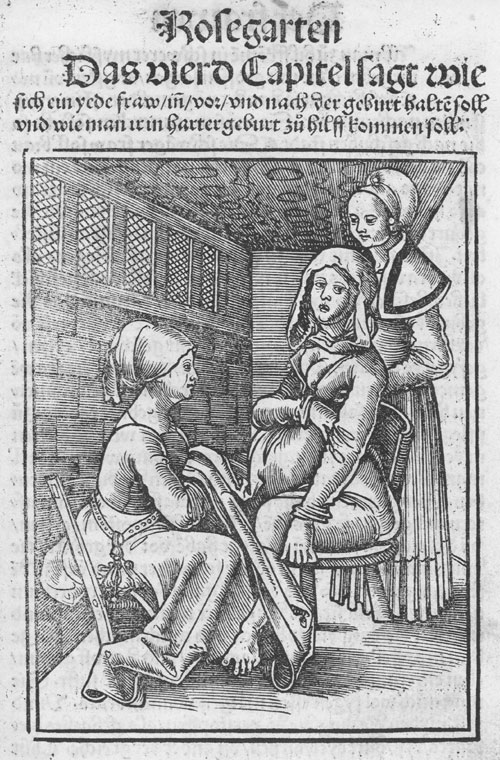
Ilustrație din anul 1513 care prezintă o femeie ce naște pe un scaun special conceput în acest sens

Obstetrica (din latină obstetrix, -icis = moașă, de la ob = în fața + stare = a sta) este o ramură a medicinei care se ocupă cu studiul și asistența medicală specializată a femeii pe perioada sarcinii, nașterii și lăuziei (perioada de 6 săptămâni după naștere). Specialistul în obstetrică este numit obstetrician.  În România, obstetrica face parte din specialitatea obstetrică-ginecologie.